# Danakilwoestijn
De Danakilwoestijn is een woestijn in het noordoosten van Ethiopië, het zuiden van Eritrea en het noordwesten van Djibouti. Het is gelegen in de Afar-driehoek en heeft een oppervlakte van 136.956 km². De woestijn wordt bewoond door het Afar-volk, dat zich bezighoudt met zoutwinning. Het gebied staat bekend om zijn vulkanen en extreme hitte, met dagtemperaturen van meer dan 50 °C. Jaarlijks valt er minder dan 25 millimeter neerslag. De Danakil-woestijn is een van de laagste en heetste plekken op aarde.
De Danakilwoestijn ligt aan de kust van de Rode Zee. De woestijn is geologisch gezien een van de actiefste gebieden ter wereld, onder meer vanwege de vulkanen Erta Ale, Asavyo en Dabbahu. Verder bevindt er zich ook het thermale gebied van Dallol. In het westen wordt de woestijn begrensd door de steile hooglanden van het Ethiopisch Hoogland.
Geologisch gezien is de Danakil een droge zeebodem. De regio ligt in het verspreidingsgebied van de Grote Slenk en zakt steeds meer door tektonische processen. De overstromingen van de Rode Zee worden alleen tegengehouden door een smalle bergketen, de Danakil-Alpen. Het bewijs dat hier een oceaan was, blijkt uit de enorme zoutafzettingen en het gefossiliseerde koraal die verspreid over de woestijnbodem liggen.

## Afbeeldingen

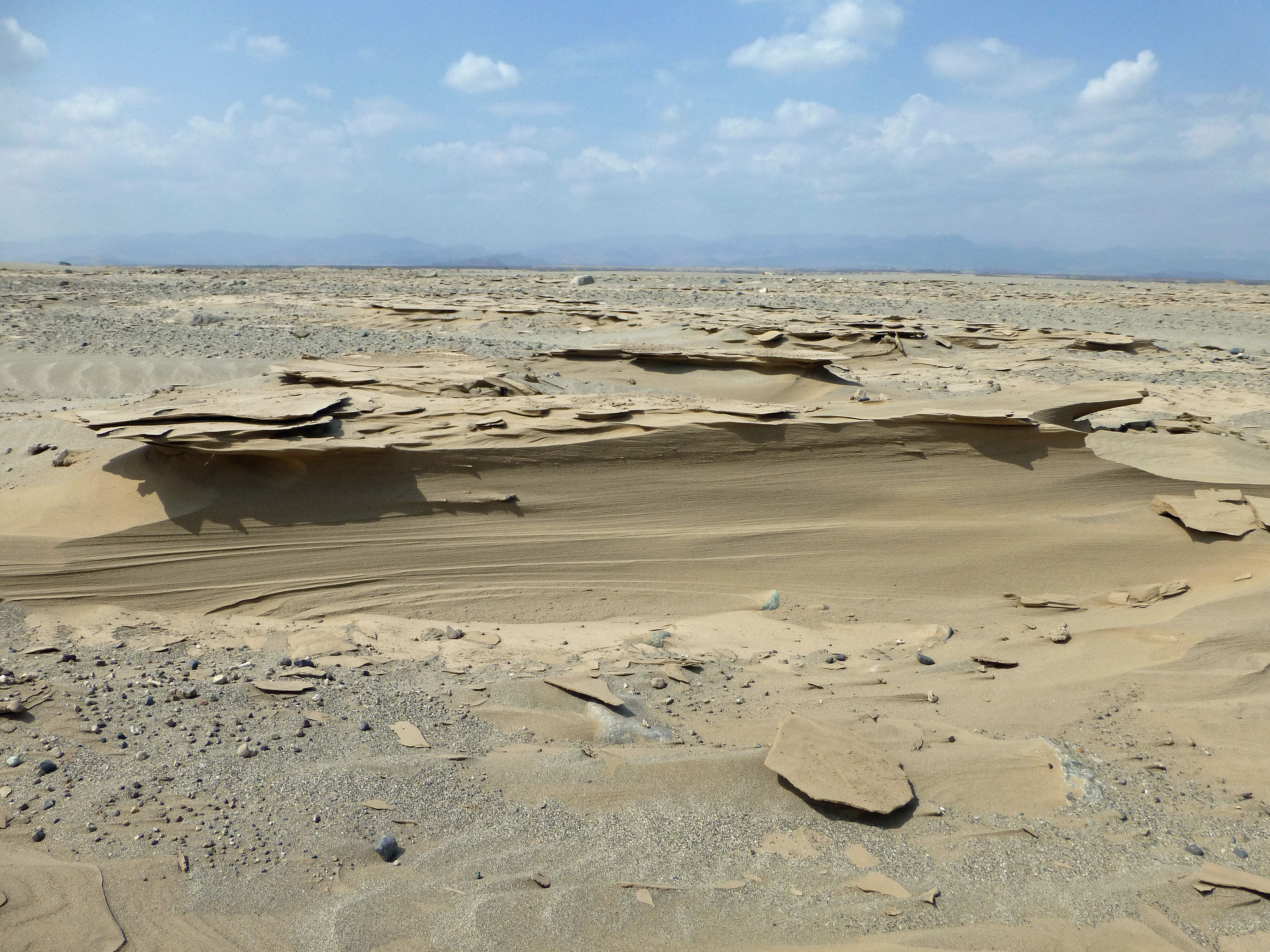
Woestijnlandschap met oude afzettingen
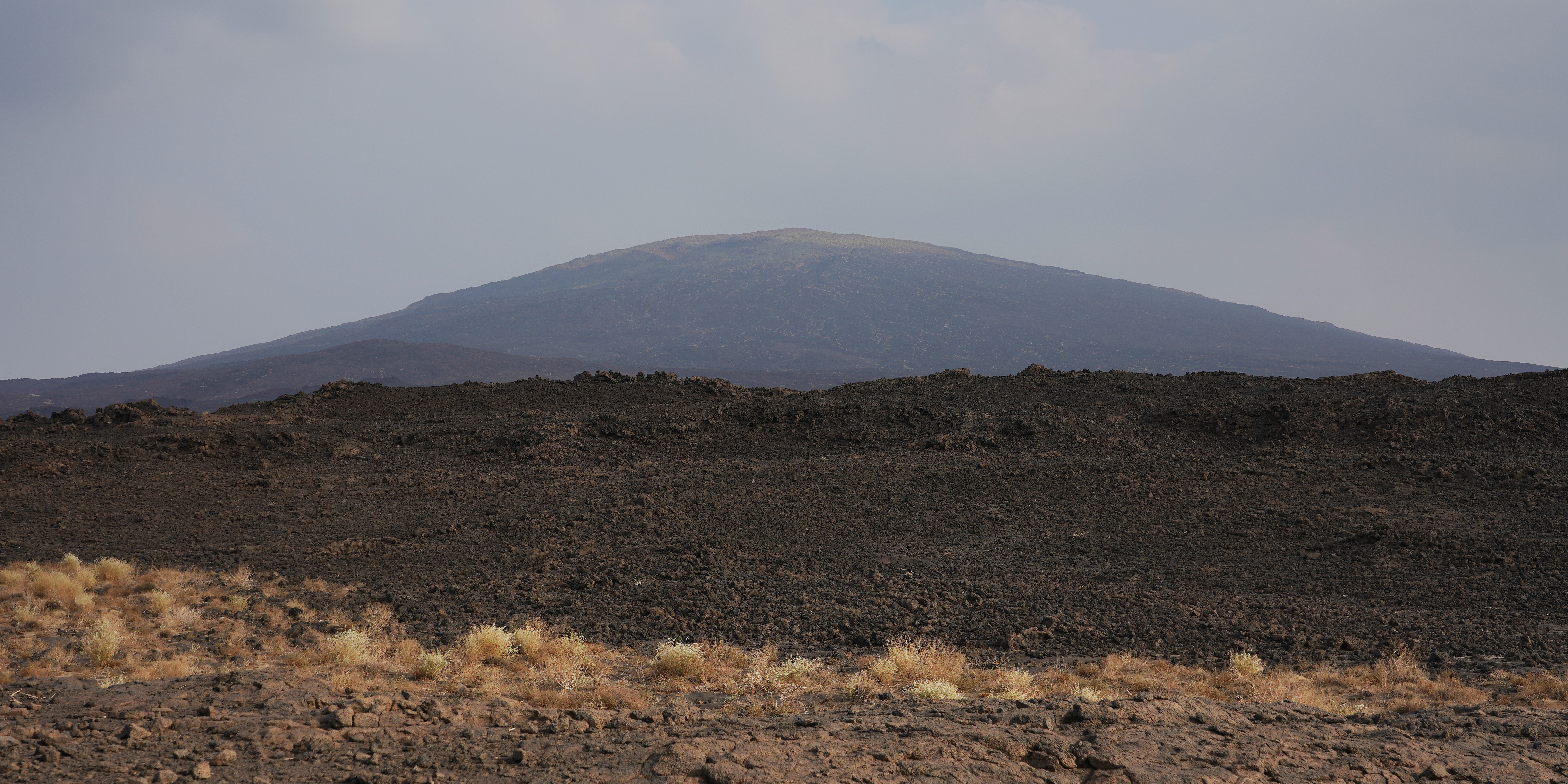
Vulkanisch woestijngebied
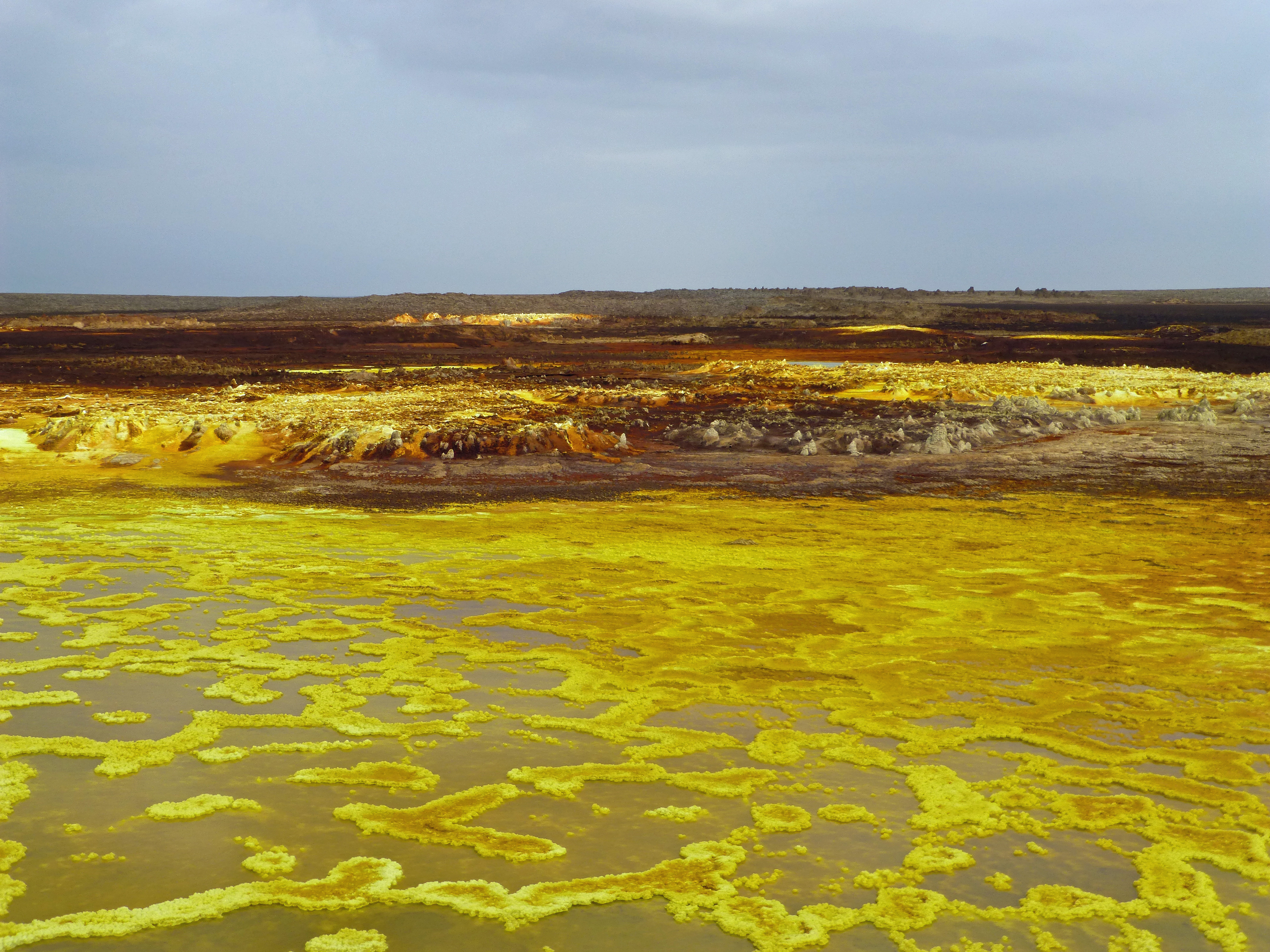
Thermale gebied van Dallol
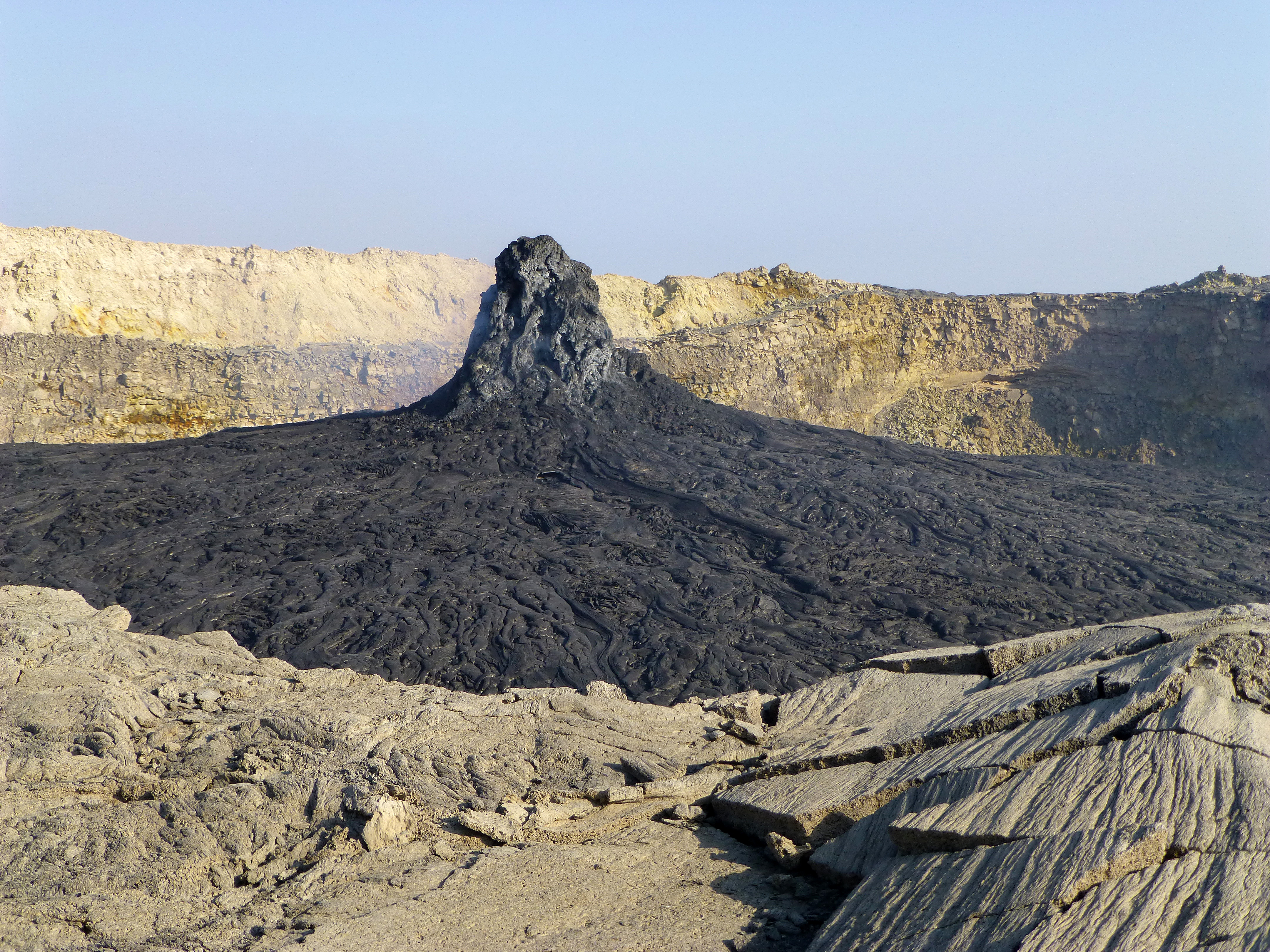
Krater van de Erte Ale